# A fuvar
A fuvar (eredeti cím: The Pickup) 2025-ben bemutatott amerikai akció filmvígjáték, melynek rendezője és producere Tim Story. A forgatókönyvet Matt Mider és Kevin Burrows írta. A főbb szerepekben Eddie Murphy, Pete Davidson, Eva Longoria és Keke Palmer látható.
Az Amerikai Egyesült Államokban és Magyarországon 2025. augusztus 6-án mutatta be az Amazon Prime Video. Általánosságban negatív visszajelzéseket kapott a kritikusoktól.

## Cselekmény
Egy egyszerű pénzszállítás váratlan fordulatot vesz: egy páncélozott teherautó két eltérő természetű sofőrje, Russell és Travis könyörtelen bűnözők csapdájába esik, akiket a rafinált Zoe vezet. Miközben a káosz egyre növekszik, a valószínűtlen párosnak szembe kell néznie a veszéllyel, ellentmndásos személyiségekkel és egy egyre romló, nehéz nappal.

## Szereplők
| Szerep         | Színész             | Magyar hang      |
| -------------- | ------------------- | ---------------- |
| Russell Pierce | Eddie Murphy        | Dörner György    |
| Travis Stolly  | Pete Davidson       | Gacsal Ádám      |
| Zoe            | Keke Palmer         | Lamboni Anna     |
| Banner         | Jack Kesy           | Makranczi Zalán  |
| Miguel         | Ismael Cruz Córdova | Szabó Máté       |
| Natalie Pierce | Eva Longoria        | Pápai Erika      |
| Clark          | Andrew Dice Clay    | Schneider Zoltán |
| Mikey          | Jef Holbrook        |                  |
| autószerelő    | Marshawn Lynch      | Varga Rókus      |
| MMA harcos     | Roman Reigns        |                  |
| pincérnő       | Lara Grice          |                  |

### Magyar változat
- Magyar szöveg: Pipó László
- Kreatív felvevő: Kamper Gergely
- Hangmérnök: Halas Péter
- Vágó: Wünsch Attila
- Gyártásvezető: Vigvári Ágnes
- Szinkronrendező: Szalay Csongor
- Produkciós vezető: Kapás Péter

A szinkront a Direct Dub Studios készítette el.

## A film készítése
A filmnek 2023 márciusában az Amazon MGM Studios adott zöld utat, Eddie Murphy főszereplésével. Tim Story rendezte és készítette a filmet, a The Story Company nevű cégén keresztül. John Davis és John Fox (Davis Entertainment) voltak a producerek. Eddie Murphy és Charisse Hewitt-Webster az Eddie Murphy Productions produkciós cégén keresztül készítették a filmet.
2023 decemberében Keke Palmer és Pete Davidson csatlakozott a stábhoz. 2024 februárjában Andrew Dice Clay, Eva Longoria, Ismael Cruz Córdova, Jack Kesy és Marshawn Lynch is csatlakozott a szereplőgárdához.
A forgatás 2024 áprilisában kezdődött Atlantában. Április 20-án, egy akciójelenet második részének forgatása közben baleset történt, amelyben egy páncélozott teherautó és egy személygépkocsi ütközött, ami mindkét jármű felborulását okozta, és több stábtag megsérült.

## Fogadtatás
A Rotten Tomatoes weboldalon 28%-os értékelést kapott 53 kritika alapján. Az oldal szöveges összefoglalója szerint: „Eddie Murphy és Pete Davidson komikai összhangja végzetesen kiegyensúlyozatlan, így Keke Palmer és Eva Longoria feladata, hogy pótolják a hiányosságokat, mivel A fuvar túl keveset nyújt.” A Metacritic oldalán 100-ból 38 pontot kapott 13 kritikai vélemény alapján, ami „általánosságban negatív” értékelést jelent.
Lovia Gyarkye, a The Hollywood Reporter munkatársa azt írta, hogy a film „kanyarog és rángatózik, majd egy enyhén kielégítő befejezéshez érkezik.” A film Murphy, Davidson és Palmer főszereplésével büszkélkedhet egy erős komikus szereplőgárdával. A kémia közöttük természetesen lenyűgöző, ami segít nekünk elfogadni az egyre nevetségesebb helyzetüket.
Christy Lemire a RogerEbert.com-tól négy csillagból egyet adott a filmre, és a következőket írta: „A fuvar olyan általános és felejthető, mint amire a címe utal: egy unalmas akcióvígjáték, ami biztosan az év egyik legrosszabb filmje lesz, már csak azért is, mert szörnyű módon pazarolja el tehetséges szereplőgárdáját.”

## Fordítás
- Ez a szócikk részben vagy egészben  a   The Pickup (film) című angol Wikipédia-szócikk ezen változatának fordításán alapul.  Az eredeti cikk szerkesztőit annak laptörténete sorolja fel. Ez a jelzés csupán a megfogalmazás eredetét és a szerzői jogokat jelzi, nem szolgál a cikkben szereplő információk forrásmegjelöléseként.